# Link (organizacja)
Link – brytyjska organizacja proniemiecka działająca pod koniec lat 30. XX w. w Wielkiej Brytanii
Link został założony w lipcu 1937 r. przez admirała sir Barry’ego Domville’a, b. członka Towarzystwa Anglo-Niemieckiego, który po wizycie w Niemczech w 1935 r. był zafascynowany wieloma aspektami narodowego socjalizmu. Link określał się jako niepartyjna organizacja kulturalna promująca przyjaźń brytyjsko-niemiecką. Do głównych działaczy należeli lord David Bertram Ogilvy Freeman-Mitford, Archibald Ramsay, gen. mjr John Fuller, Lambert Ward, Richard Findlay, H. T. Mills, lord William Formes-Sempill, C. E. Carroll, A. P. Laurie, Raymond Beazley, Hubert Maddocks. Jej liczebność wzrastała od ok. 1,8 tys. w marcu 1938 r. do ok. 4,3 tys. w czerwcu 1939 r. Organem prasowym było pismo „Anglo-German Review”, na którego łamach pojawiały się często treści pronazistowskie i antysemickie. Organizacja była obserwowana przez brytyjski wywiad MI5. Po wybuchu II wojny światowej sir B. Domville w lipcu 1940 r. został aresztowany i internowany w więzieniu w Brixton, a jego organizacja została rozwiązana.
Według sensacyjnej książki Anthony’ego Mastersa „The Man Who Was M: The Life of Charles Henry Maxwell Knight” organizacja Link została fikcyjnie reaktywowana jeszcze w 1940 r. przez Iana Fleminga, późniejszego twórcę serii o agencie 007 Jamesie Bondzie, który pracował wówczas w wywiadzie morskim. Celem tej operacji wywiadowczej było zwabienie do kraju Rudolfa Hessa, który zresztą rzeczywiście przyleciał do Wielkiej Brytanii w maju 1941 r.